# O Jesus Krist, i dig förvisst
O Jesus Krist, i dig förvisst  (ursprungligen Herre Jesu Christ, min Frälsare du äst) är en psalm av Hans Christensen Sthen skriven 1591. Den svenska översättningen utfördes av Sigfrid Aron Forsius 1614, i hans Andeliga psalmer och Wijsor  och publicerades sedan även i 1695 års psalmbok med 8 verser. Johan Olof Wallin utförde sin överarbetning av psalmen i Förslag till Svensk Psalmbok 1816, då den fick sitt nuvarande anslag. Psalmen bearbetades ytterligare 1976 av Anders Frostenson till 5 verser.
Enligt Oscar Lövgren är melodin När världens hopp förtvinat stod. I 1819 års psalmbok hänvisas melodin till en äldre folkvisa, som antagligen är en bearbetning av den melodi som finns i 1697 års koralbok. I 1937 och 1986 års psalmböcker finns en nyare tonsättning av Eric Gabriel von Rosén från 1832.
|  |
|  |

## Publicerad i
- Göteborgspsalmboken med titelraden Herre Jesu Christ, min Frelsare tu äst under rubriken "Om Christi Födelse".[1]
- 1695 års psalmbok som nr 142 med titelraden "Herre Jesu Christ, min Frälsare du äst" under rubriken "Om Jesu Namn och Välgierningar"
- 1819 års psalmbok som nr 195 med titelraden "O Jesu Krist, i dig förvisst" under rubriken "Trons seger, förtröstan och visshet om syndaförlåtels"
- 1937 års psalmbok som nr 288 med titelraden "O Jesu Krist, i dig förvisst" under rubriken "Tro, förlåtelse, barnaskap"
- Den svenska psalmboken 1986  som nr 552 med titelraden "O Jesus Krist, i dig förvisst" under rubriken "Förtröstan - trygghet"